# Avlidna 2010
Detta är en lista över kända personer som har avlidit under 2010.

## Januari

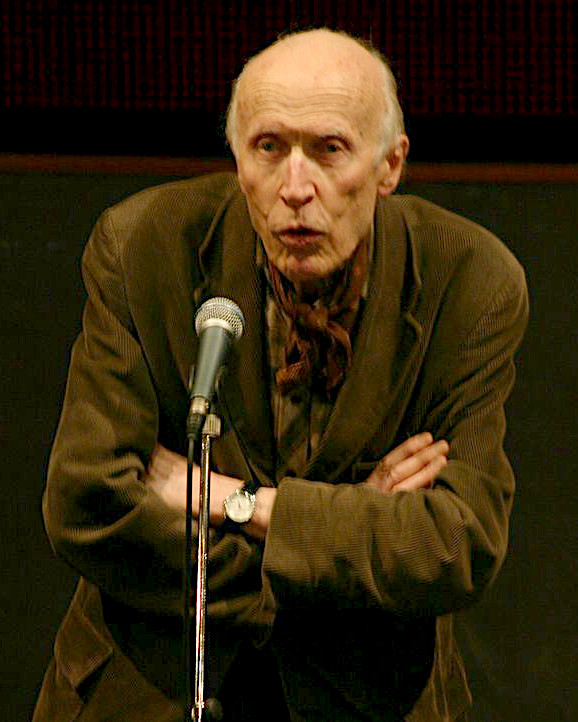
Den franske filmregissören, manusförfattaren och författaren Éric Rohmer avled 11 januari, 89 år gammal.

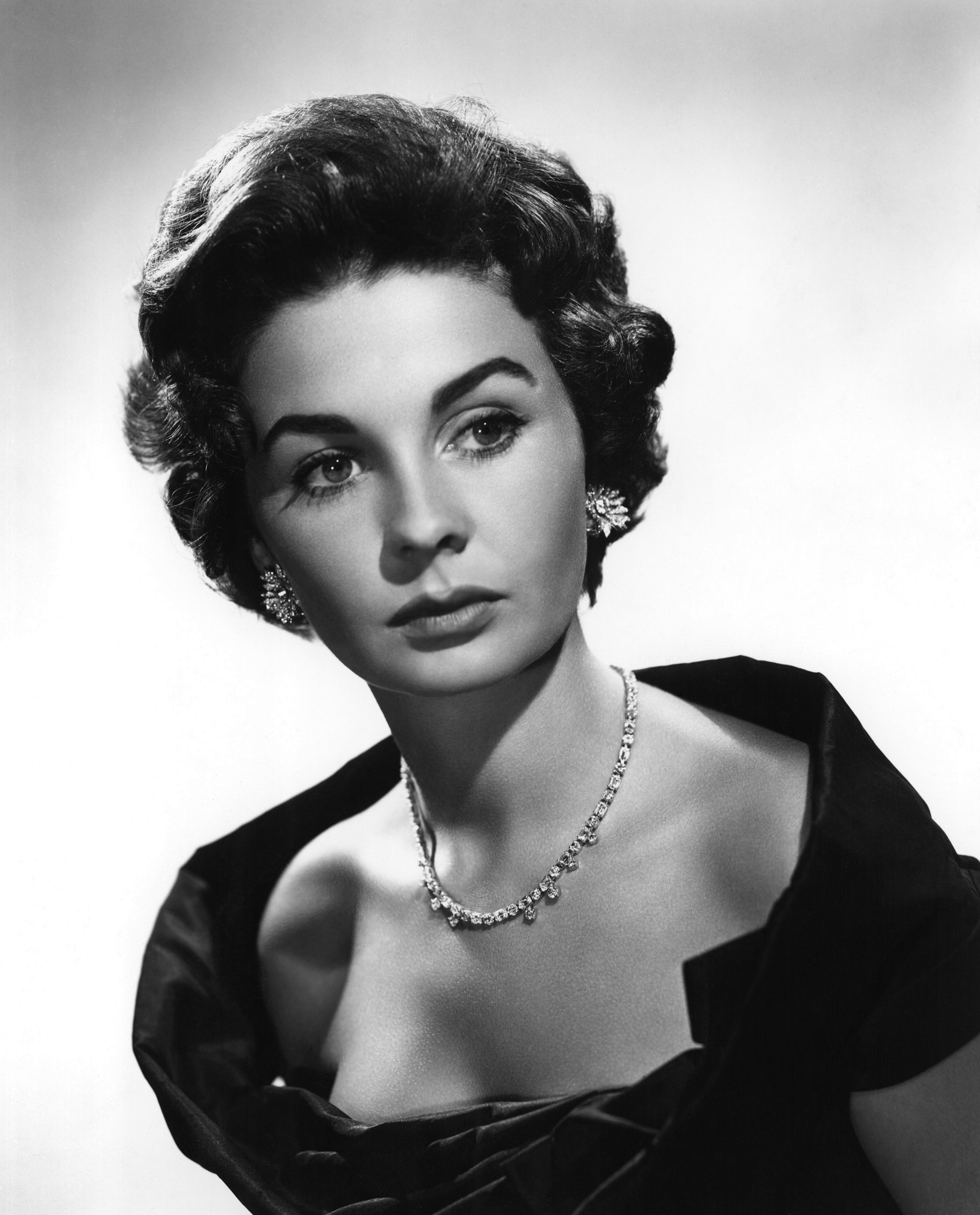
Den amerikanska skådespelaren Jean Simmons avled 22 januari, 80 år gammal.

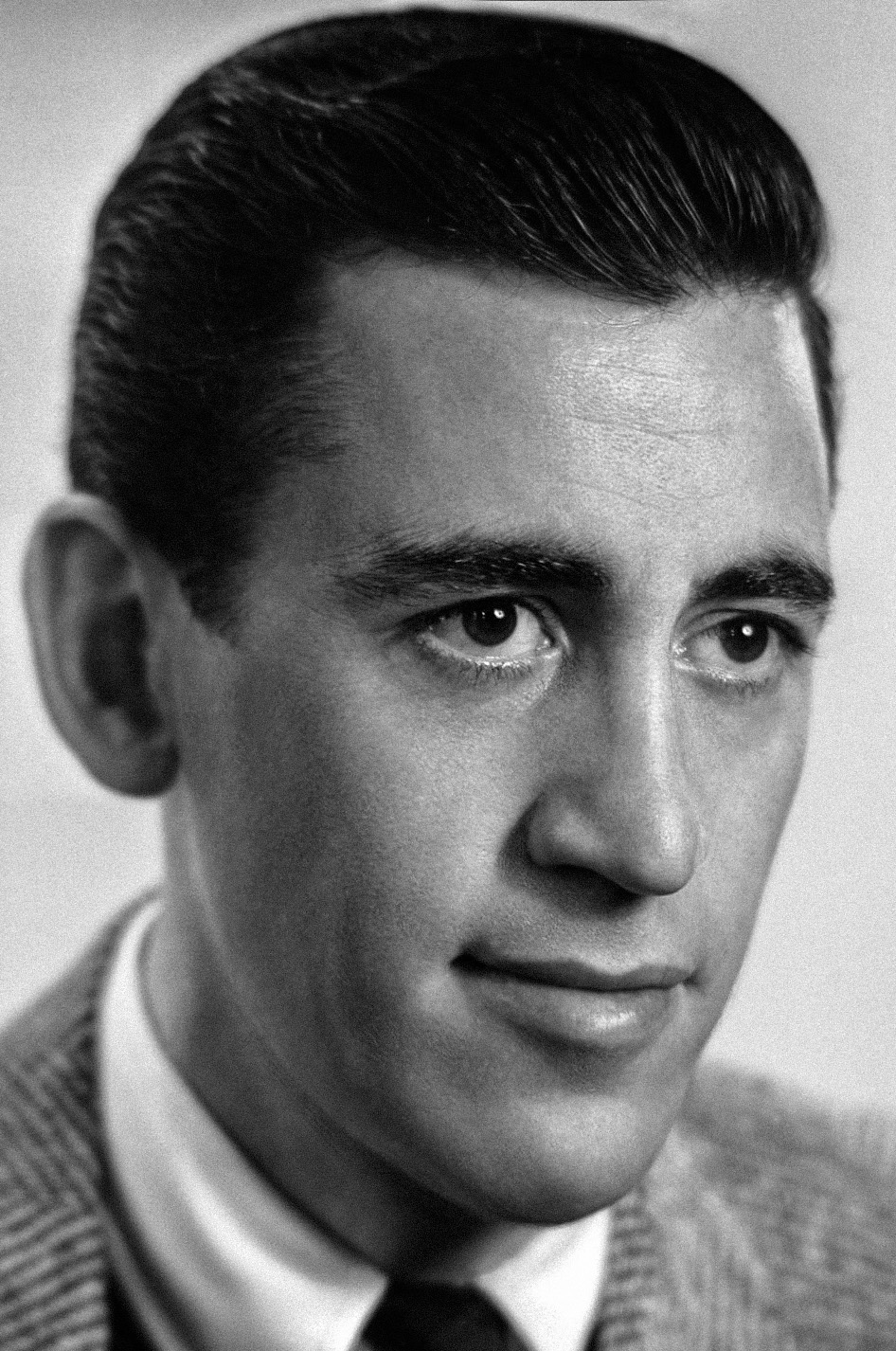
Den amerikanske författaren J.D. Salinger avled 27 januari, 91 år gammal.

- 1 januari – John Shelton Wilder, 88, amerikansk politiker.
- 1 januari – Gregory Slay, 40, amerikansk musiker.
- 1 januari – Lhasa de Sela, 37, amerikansk sångare.
- 1 januari – Mohamed Rahmat, 71, malaysisk informationsminister 1978–1982, 1987–1999.
- 1 januari – Periyasamy Chandrasekaran, 52, lankesisk politiker.
- 2 januari – Karin Stjernholm Raeder, 94, svensk författare och illustratör.[1]
- 2 januari – Gilbert Gascard (pseud. Tibet), 78, fransk serietecknare, Ric Hochet/Rick Hart.[2]
- 3 januari – Mary Daly, 81, amerikansk radikalfeministisk filosof.
- 4 januari – Hans Ulfhielm, 85, svensk militär.
- 4 januari – Tsutomu Yamaguchi, 93, japansk överlevare av atombombningarna av Hiroshima och Nagasaki.
- 4 januari – Arvid Rundberg, 77, svensk författare.
- 4 januari – Tadeusz Góra, 91, polsk pilot.
- 4 januari – Johan Ferrier, 99, surinamesisk politiker, president 1975–1980.[3]
- 5 januari – Kenneth Noland, 85, amerikansk konstnär.
- 5 januari – Beverly Aadland, 67, amerikansk skådespelare.
- 8 januari – Tony Halme, 47, finländsk politiker, fribrottare och boxare.[4]
- 10 januari – Gösta Bredefeldt, 74, svensk skådespelare.[5]
- 10 januari – Ulf Olsson, 58, svensk mördare.[6]
- 11 januari – Éric Rohmer, 89, fransk filmregissör.
- 11 januari – Miep Gies, 100, nederländska, sista överlevande av de som hjälpte gömma Anne Frank och hennes familj.[7]
- 11 januari – Gunnar Eklund, 89, svensk generallöjtnant och försvarsstabschef.
- 12 januari – Zilda Arns, 75, brasiliansk barnläkare och välgörenhetsarbetare.
- 12 januari – Hédi Annabi, 65, tunisisk diplomat.
- 13 januari – Jay Reatard, 29, amerikansk musiker.
- 13 januari – Teddy Pendergrass, 59, amerikansk sångare och låtskrivare.[8]
- 15 januari – Marshall W. Nirenberg, 82, amerikansk biokemist och nobelpristagare (1968).
- 16 januari – Carl Smith, 82, amerikansk countrysångare.
- 17 januari – Erich Segal, 72, amerikansk författare.
- 17 januari – Jyoti Basu, 95, indisk kommunistisk politiker.
- 18 januari – Robert B. Parker, 77, amerikansk deckarförfattare.[9]
- 19 januari – Mahmoud al-Mabhouh, 49, palestinsk Hamas-ledare, mördad.
- 19 januari – Kevin O'Shea, 62, kanadensisk före detta ishockeyspelare i NHL och Elitserien.
- 21 januari – Jacques Martin, 88, fransk serietecknare; Alix, Frank - Världsreportern.
- 22 januari – Jean Simmons, 80, brittisk-amerikansk skådespelare.
- 22 januari – Mahmud Iskandar, 77, malaysisk sultan av Johor 1981–2010.
- 22 januari – Carl Martin Edsman, 98, svensk professor i religionshistoria.
- 24 januari – Pernell Roberts, 81, amerikansk skådespelare, Adam Cartwright i Bröderna Cartwright.
- 25 januari – Charles Mathias, 87, amerikansk republikansk politiker.
- 25 januari – Ali Hassan al-Majid, 68, irakisk politiker.
- 27 januari – Howard Zinn, 87, amerikansk historiker, författare och samhällsdebattör.
- 27 januari – J.D. Salinger, 91, amerikansk författare.
- 29 januari – Mikael Reuterswärd, 45, svensk äventyrare, bergsbestigare och företagare.
- 30 januari – Roland Hedberg, 62, svensk ishockeydomare, olycka under match.
- 31 januari – Kage Baker, 57, amerikansk science fiction- och fantasy-författare.

## Februari

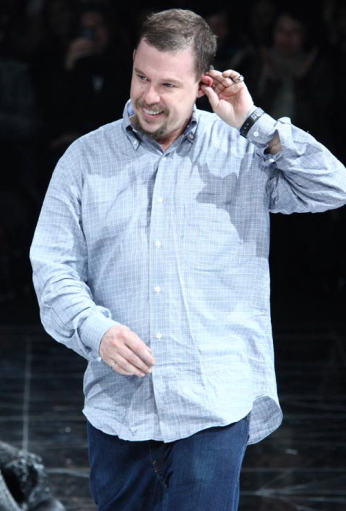
Den brittiske modeskaparen Alexander McQueen avled 11 februari, 40 år gammal.

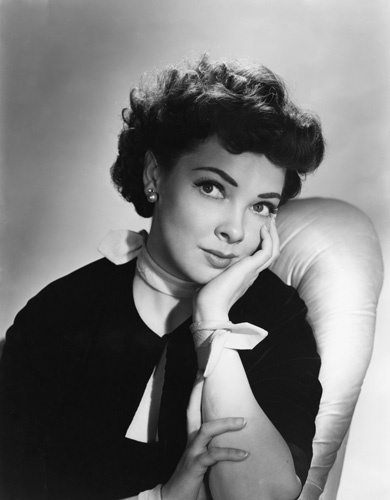
Den amerikanska skådespelaren och sångaren Kathryn Grayson avled 17 februari, 88 år gammal.

- 1 februari – Steingrímur Hermannsson, 81, isländsk politiker, före detta statsminister.
- 1 februari – David Brown, 93, amerikansk filmproducent.
- 3 februari – Georges Wilson, 88, fransk skådespelare, Den längsta dagen, De Tre Musketörerna.[10]
- 3 februari – Frances Reid, 95, amerikansk skådespelare.
- 3 februari – Regina av Sachsen-Meiningen, 85, österrikisk prinsessa.
- 5 februari – Cecil Heftel, 85, amerikansk demokratisk politiker.
- 5 februari – Ian Carmichael, 89, brittisk skådespelare.
- 7 februari – André Kolingba, 73, centralafrikansk politiker, före detta president.
- 7 februari – Franco Ballerini, 45, italiensk tävlingscyklist.
- 8 februari – John Murtha, 77, amerikansk demokratisk politiker.
- 9 februari – Sture Hovstadius, 81, svensk skådespelare.
- 10 februari – Charles ”Charlie” Wilson, 76, amerikansk demokratisk politiker, se filmen Charlie Wilson's War.
- 10 februari – José Joaquín Trejos Fernández, 93, costaricansk politiker, president 1966–1970.[11]
- 10 februari – Orlando, 74, brasiliansk fotbollsspelare.
- 10 februari – Bo Holmberg, 67, svensk socialdemokratisk politiker och ämbetsman, make till Anna Lindh.
- 11 februari – Alexander McQueen, 40, brittisk modedesigner.
- 11 februari – Mona Hofland, 80, norsk skådespelare.
- 12 februari – Nodar Kumaritasjvili, 21, georgisk rodelåkare, krasch under de Olympiska vinterspelen 2010.
- 13 februari – Erik Bratt, 94, svensk civilingenjör och flygare, Saab 35 Draken.
- 14 februari – Dick Francis, 89, brittisk kriminalförfattare och jockey.
- 17 februari – Kathryn Grayson, 88, amerikansk skådespelare och sångare.
- 19 februari – Bengt Martin, 76, svensk författare.
- 19 februari – Lionel Jeffries, 83, brittisk skådespelare, Chitty Chitty Bang Bang.[12]
- 19 februari – Jamie Gillis, 66, amerikansk porrskådespelare och regissör.
- 20 februari – Alexander Haig, 85, amerikansk general och politiker (republikan), utrikesminister 1981–1982.
- 23 februari – Fan Ming, 95, kinesisk politiker och general, partisekreterare i Tibet.
- 24 februari – Pekka Tarjanne, 72, finländsk politiker, trafikminister 1972–1975.
- 24 februari – Per Agne Erkelius, 74, svensk författare.
- 28 februari – Martin Benson, 91, brittisk skådespelare, Kungen och jag, Omen och Mr Solo i Goldfinger.[13]

## Mars

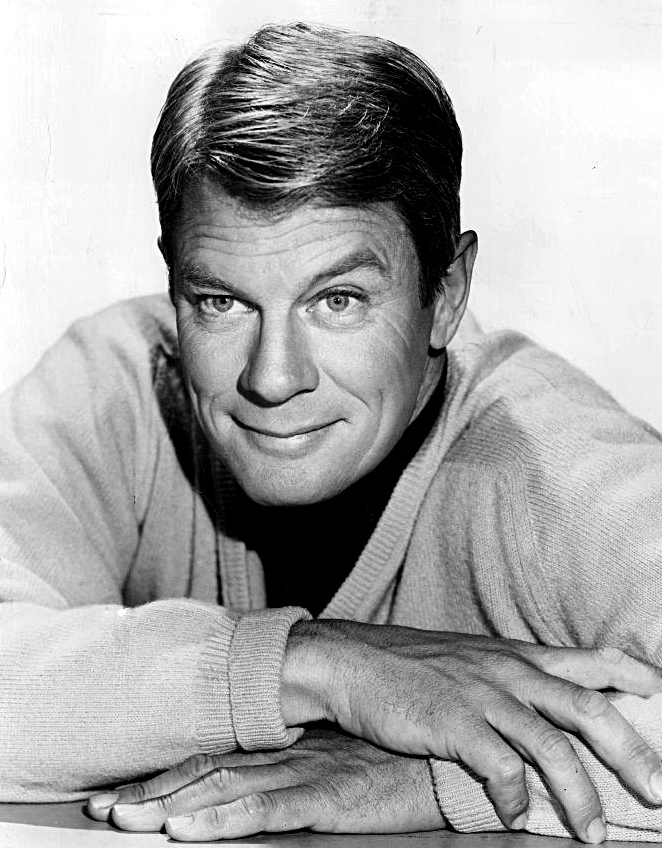
Den amerikanske skådespelaren Peter Graves avled 14 mars, 83 år gammal.

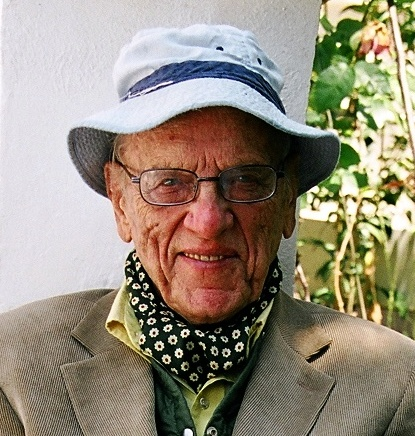
Den svenske klassisk filologen, företagsledaren och diplomaten Sture Linnér avled 25 mars, 92 år gammal.

- 1 mars – Emil Forselius, 35, svensk skådespelare.[14]
- 2 mars – Winston Spencer-Churchill, 69, brittisk konservativ politiker, sonson till Winston Churchill.
- 2 mars – Erik Huss, 96, svensk före detta politiker och landshövding.
- 3 mars – Michael Foot, 96, brittisk labourpolitiker, partiledare 1980–1983.
- 6 mars – Björn von der Esch, 80, svensk politiker, ekonomie doktor, förste hovmarskalk, sjöofficer och jordbrukare.
- 6 mars – Ronald "Sura-Pelle" Pettersson, 74, svensk ishockeyspelare och förbundskapten.
- 6 mars – Mark Linkous, 47, amerikansk sångare, låtskrivare och musiker, Sparklehorse.
- 7 mars – Carl Johan Åberg, 79, svensk före detta politiker och landshövding.
- 7 mars – Richard Stites, 78, amerikansk historiker.[15]
- 9 mars – Curt Karlberg, 92, svensk militär.
- 9 mars – Henry Wittenberg, 91, amerikansk OS-guldmedaljör i brottning.[16]
- 9 mars – Tore Wiberg, 98, svensk pianist.
- 9 mars – Granny D, 100, amerikansk politiker och aktivist.
- 10 mars – Dorothy Janis, 98, amerikansk stumfilmsskådespelare.[17]
- 10 mars – Corey Haim, 38, kanadensisk-amerikansk skådespelare.
- 11 mars – Leena Peltonen-Palotie, 57, finländsk genforskare.
- 11 mars – Stig Hadenius, 78, svensk professor i journalistik.
- 12 mars – Miguel Delibes, 89, spansk författare.
- 13 mars – He Pingping, 21, kinesisk dvärg, världens kortaste man.[18]
- 14 mars – Urpo Leppänen, 66, finländsk politiker.[19]
- 14 mars – Peter Graves, 83, amerikansk skådespelare.
- 15 mars – Patricia Wrightson, 88, australisk barnboksförfattare.
- 16 mars – Lars Hesslind, 74, svensk författare.
- 17 mars – Alex Chilton, 59, amerikansk musiker.
- 20 mars – Stewart Udall, 90, amerikansk politiker, inrikesminister 1961–1969.[20]
- 20 mars – Girija Prasad Koirala, 85, nepalesisk före detta premiärminister.
- 21 mars – Wolfgang Wagner, 90, tysk teaterledare, regissör och scenograf.
- 22 mars – James W. Black, 85, brittisk (skotsk) farmakolog, nobelpristagare 1988.
- 24 mars – Robert Culp, 79, amerikansk skådespelare.
- 25 mars – Elisabeth Noelle-Neumann, 93, tysk statsvetare och sociolog.
- 25 mars – Sture Linnér, 92, svensk diplomat och professor.
- 27 mars – Vasilij Smyslov, 89, rysk schackvärldsmästare.
- 27 mars – Dick Giordano, 77, amerikansk serietecknare.[21]
- 28 mars – June Havoc, 97, kanadensisk-amerikansk skådespelare.
- 28 mars – Herb Ellis, 88, amerikansk jazzmusiker och gitarrist, Oscar Peterson Trio.[22]
- 30 mars – Martin Sandberger, 98, tysk nazist och SS-officer.
- 30 mars – Alexander Chrisopoulos, 70, svensk vänsterpartistisk riksdagspolitiker.
- 31 mars – Gunnar Ohrlander, 70, svensk författare.

## April

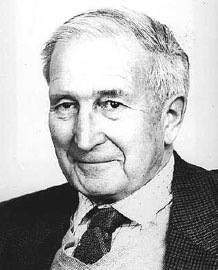
Den brittiske filosofen Antony Flew avled 8 april, 87 år gammal.

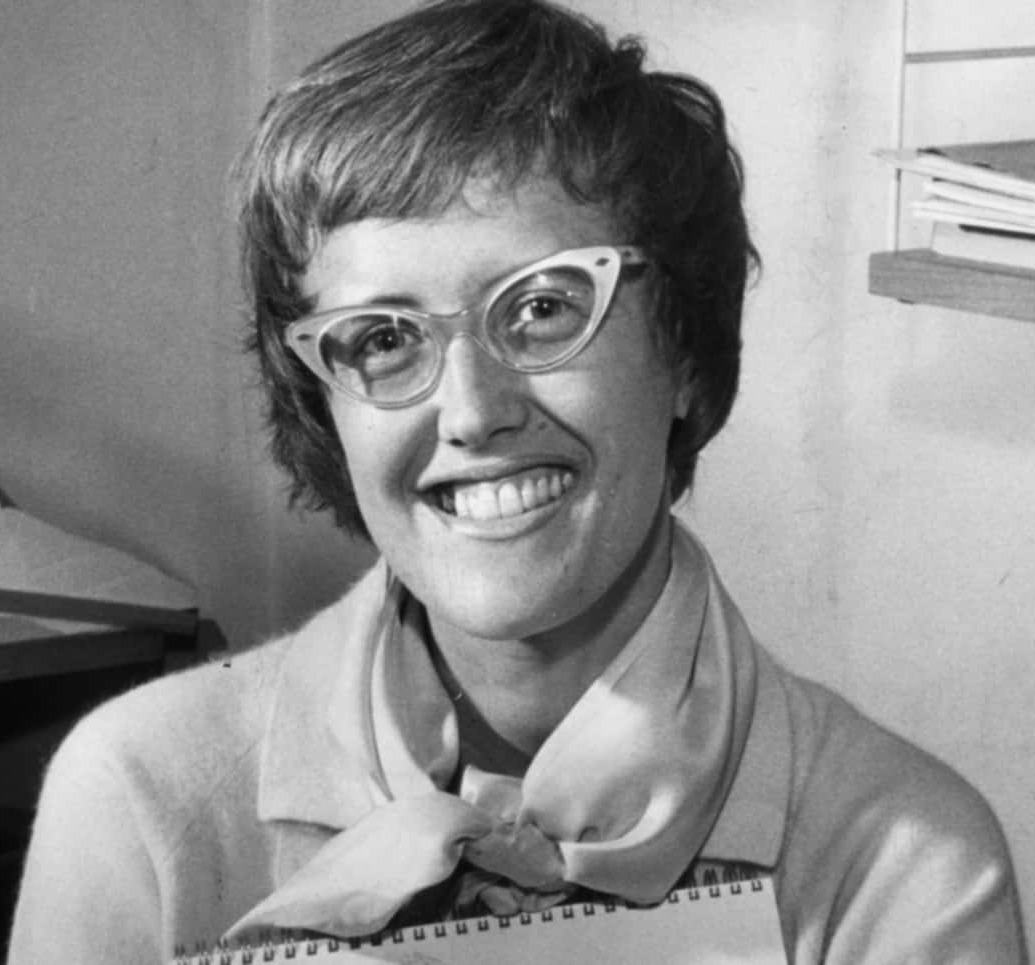
Den svenska författaren, illustratören och journalisten Kerstin Thorvall avled 9 april, 84 år gammal.

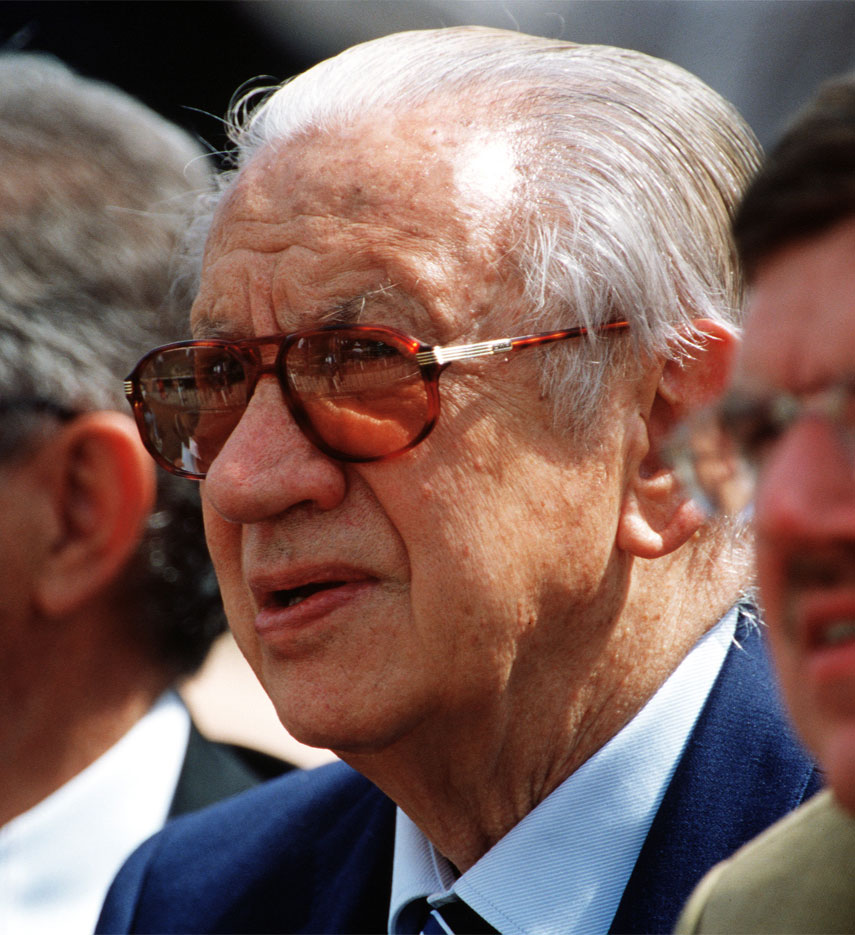
Den spanske idrottsledaren Juan Antonio Samaranch avled 21 april, 89 år gammal.

- 1 april – Anders "Lillen" Eklund, 52 svensk boxare.
- 1 april – John Forsythe, 92, amerikansk skådespelare (Dynastin).
- 1 april – Tzannis Tzannetakis, 82, grekisk före detta premiärminister (juli–oktober 1989).
- 3 april – Eugène Terre'Blanche, 69, sydafrikansk politiker och lantbrukare, ledare för vit makt-organisationen AWB (mördad).
- 4 april – Clifford Hardin, 94, amerikansk före detta jordbruksminister.
- 5 april – Lars-Henrik Ottoson, 87, svensk journalist och författare.
- 6 april – Corin Redgrave, 70, brittisk skådespelare och politisk aktivist, bror till Lynn och Vanessa Redgrave.
- 6 april – Anatolij Dobrynin, 90, rysk diplomat, sovjetisk ambassadör i USA 1962–1986.
- 7 april – Christopher Cazenove, 64, brittisk skådespelare, Dynastin.
- 8 april – Teddy Scholten, 83, nederländsk sångare, vinnare av Eurovision Song Contest 1959.
- 8 april – Abel Muzorewa, 84, zimbabwisk biskop och politiker.
- 8 april – Malcolm McLaren, 64, brittisk musikmanager.
- 8 april – Antony Flew, 87, brittisk filosof.
- 9 april – Kerstin Thorvall, 84, svensk författare, illustratör och debattör.
- 10 april – Janusz Zakrzeński, 74, polsk skådespelare.
- 10 april – Anna Walentynowicz, 80, polsk fackföreningsledare, initiativtagare till Solidaritet och orsak till strejken 1980.
- 10 april – Jerzy Szmajdziński, 58, polsk politiker, försvarsminister 2001–2005.
- 10 april – Aleksander Szczygło, 46, polsk politiker, försvarsminister 2007.
- 10 april – Lech Kaczyński, 60, polsk politiker, president 2005–2010.
- 10 april – Maria Kaczyńska, 67, polsk presidenthustru.
- 10 april – Ryszard Kaczorowski, 90, polsk politiker, siste presidenten i exil 1989–1990.
- 10 april – Izabela Jaruga-Nowacka, 59, polsk politiker och feminist, minister för socialpolitik 2004–2005.
- 10 april – Grażyna Gęsicka, 58, polsk sociolog och politiker, minister för regional utveckling 2005–2007.
- 10 april – Franciszek Gągor, 58, polsk general, generalstabschef 2006–2010.
- 14 april – Peter Steele, 48, amerikansk rockmusiker, sångare och frontfigur i Type O Negative.
- 14 april – Alice Miller, 87, polsk-schweizisk psykolog och författare.
- 15 april – Tony Guldbrandzén, 67, svensk präst och debattör, biskop i Härnösands stift 2001–2009.
- 16 april – Daryl Gates, 83, amerikansk polistjänsteman, chef för Los Angeles Police Department 1978–1992.
- 17 april – Alexandru Neagu, 61, rumänsk fotbollsspelare.
- omkr. 18 april – Abu Hamza al-Muhajir (eller Abu Ayyub al-Masri), cirka 41–42, egyptiskfödd ledare för al-Qaida i Irak.
- 19 april – Bisse Thofelt, 70, svensk konstnär och poet.
- 19 april – Guru (egentligen Keith Elam), 48, amerikansk rappare, medlem av hip hop-duon Gang Starr.
- 21 april – Juan Antonio Samaranch, 89, spansk politiker och diplomat, ordförande i Internationella Olympiska Kommittén 1980–2001.
- 22 april – Ann Vervoort, 33, belgisk popartist, sångare i Milk Inc..
- 24 april – W. Willard Wirtz, 98, amerikansk arbetsmarknadsminister 1962–1969, och siste överlevande medlemmen av Kennedy-administrationen.
- 24 april – Paul Schäfer, 88, tyskfödd chilensk sektledare, nazist och sexbrottsling.
- 24 april – Bo Hansson, 67, svensk organist och kompositör.
- 25 april – Alan Sillitoe, 82, brittisk författare.
- 26 april – Joseph Sarno, 89, amerikansk filmregissör, mest känd för porrfilmen Fäbodjäntan.
- 28 april – Furio Scarpelli, 90, italiensk manusförfattare; bland annat Den gode, den onde, den fule.
- 29 april – Ryszard Matuszewski, 96, polsk författare och essäist.

## Maj

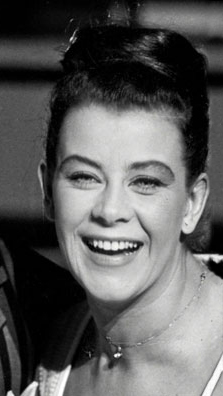
Den svenska sångaren, skådespelaren och revyartisten Brita Borg avled 4 maj, 83 år gammal.

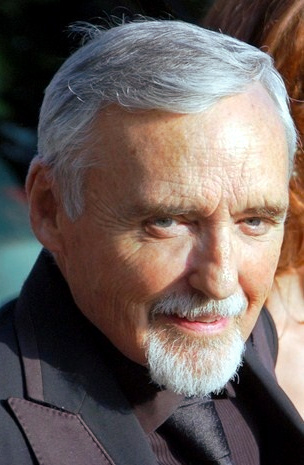
Den amerikanske skådespelaren Dennis Hopper avled 29 maj, 74 år gammal.

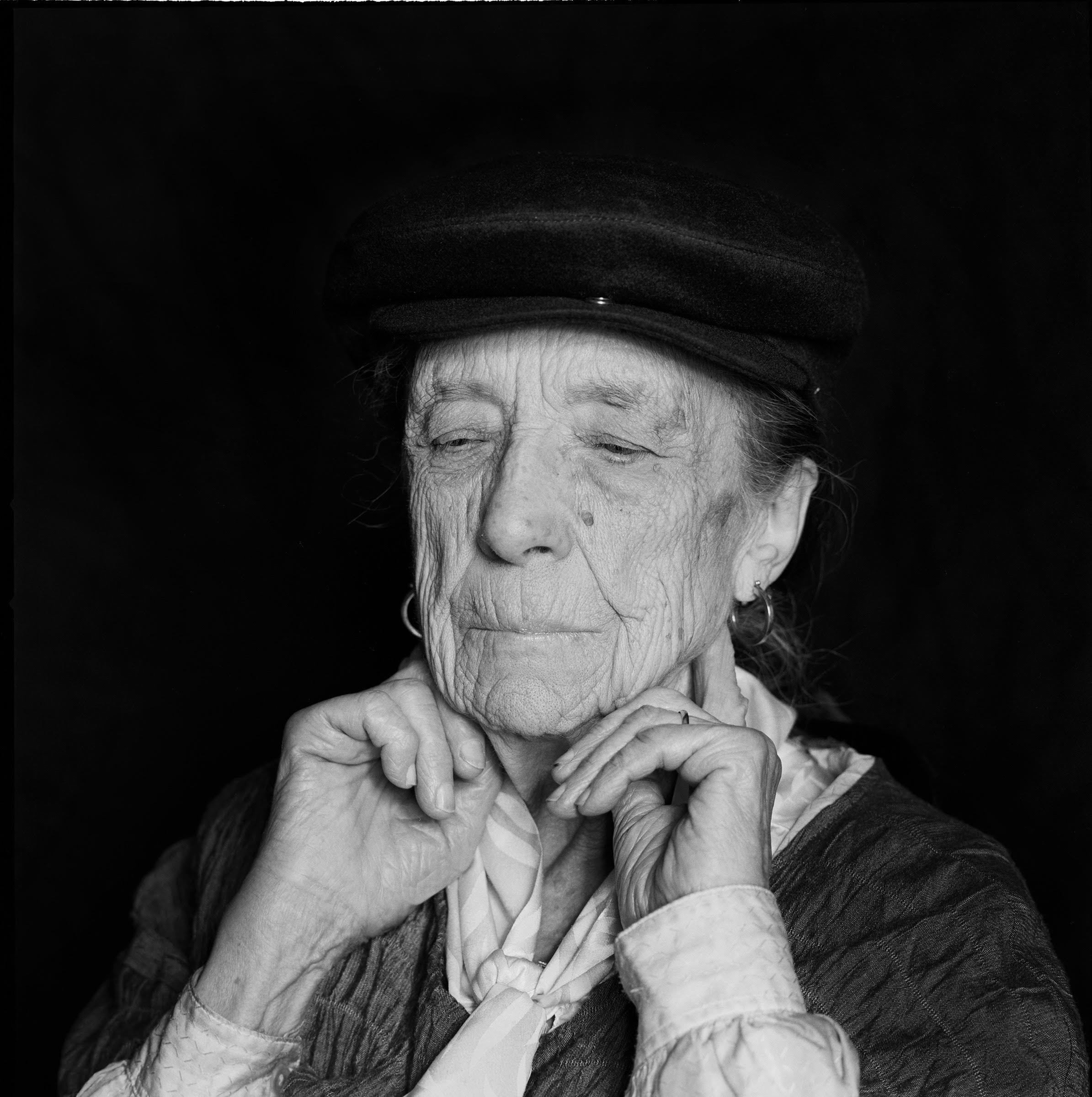
Den fransk-amerikanska skulptören, målaren och tecknaren Louise Bourgeois avled 31 maj, 98 år gammal.

- 1 maj – T. M. Aluko, 91, nigeriansk författare.
- 2 maj – Lynn Redgrave, 67, brittisk skådespelare.
- 2 maj – Kama Chinen, 114, japansk kvinna, äldst i världen sedan 11 september 2009.
- 3 maj – Peter O'Donnell, 90,  brittisk författare och serieförfattare, Modesty Blaise.
- 4 maj – Freddy Kottulinsky, 77, tyskfödd svensk racing- och rallyförare.
- 4 maj – Brita Borg, 83, svensk sångare, skådespelare och revyartist.
- 4 maj – Anna-Greta Adolphson, 92, svensk skådespelare, dotter till Edvin Adolphson.
- 5 maj – Umaru Yar'Adua, 58, nigeriansk politiker, president 2007–2010.
- 6 maj – Mariann Nordwall, 73, svensk skådespelare och mimare.[23]
- 6 maj – Christer Bohlin, 49, svensk rallycross- och racerförare.
- 6 maj – Einar Tätting, 92, svensk bandyspelare.
- 7 maj – Bengt Sjöberg, 84, svensk militär.
- 7 maj – Walter "Wally" Hickel, 90, amerikansk politiker och guvernör, inrikesminister 1969–1970.
- 8 maj – Andor Lilienthal, 99, ungersk schackspelare och stormästare.[24]
- 9 maj – Per Rudberg, 87, svensk sjömilitär, marinchef 1978–1984.
- 9 maj – Signe Johansson Engdahl, 104, svensk simhopperska, världens äldsta olympier.
- 9 maj – Lena Horne, 92, amerikansk sångare och skådespelare.
- 9 maj – Erica Blasberg, 25, amerikansk golfspelare.[25]
- 9 maj – Sylvan Beré, 96,  svensk sångare.
- 10 maj – Frank Frazetta, 82, amerikansk illustratör och serietecknare.
- 11 maj – Doris Eaton Travis, 106, amerikansk stumfilmsskådespelare, sista överlevande av Florenz Ziegfelds revyflickor.[26]
- 14 maj – Lennart Olson, 84, svensk fotograf, grundare av Tio fotografer.
- 15 maj – Bhairon Singh Shekhawat, 86, indisk politiker, vicepresident 2002–2007.
- 15 maj – Loris Kessel, 60, schweizisk racerförare.
- 16 maj – Oswaldo López Arellano, 88, honduransk politiker, president 1963–1971 och 1972–1975.[27]
- 16 maj – Hank Jones, 91, amerikansk jazzpianist, bror till Thad och Elvin Jones.[28]
- 16 maj – Ronnie James Dio, 67, amerikansk hårdrockssångare i bland annat Elf, Rainbow, Black Sabbath, Dio och Heaven and Hell.[29]
- 17 maj – Fritz Sennheiser, 98, tysk entreprenör, grundare av akustikföretaget Sennheiser.
- 17 maj – Bobbejaan Schoepen, 85, belgisk sångare, låtskrivare och entreprenör.
- 17 maj – Yvonne Loriod, 86, fransk pianist.
- 18 maj – Edoardo Sanguineti, 79, italiensk poet.[30]
- 20 maj – Walter Rudin, 89, österrikiskfödd amerikansk matematiker.
- 21 maj – Ingrid Segerstedt-Wiberg, 98, svensk journalist, politiker och debattör.
- 21 maj – Anna-Lena Löfgren, 66, svensk sångare.
- 22 maj – Martin Gardner, 95, amerikansk matematiker.
- 24 maj – Paul Gray, 38, amerikansk heavy metal-musiker, medlem i bandet Slipknot.
- 24 maj – Carl Fehrman, 95, svensk litteraturhistoriker.
- 25 maj – Arthur Herzog, 83, amerikansk författare, Orca, The Swarm.[31]
- 26 maj – Art Linkletter, 97, amerikansk tv-personlighet.[32]
- 28 maj – Gary Coleman, 42, amerikansk skådespelare.
- 29 maj – Dennis Hopper, 74, amerikansk skådespelare och filmregissör.
- 31 maj – Jan S. Nilsson, 78, svensk före detta universitetsrektor.
- 31 maj – Louise Bourgeois, 98, franskfödd amerikansk skulptör.

## Juni

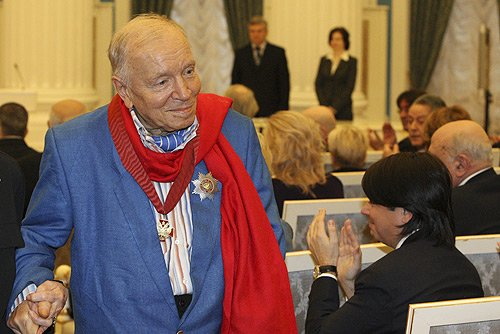
Den ryske poeten och sångtextförfattaren Andrej Voznesenskij avled 1 juni, 77 år gammal.

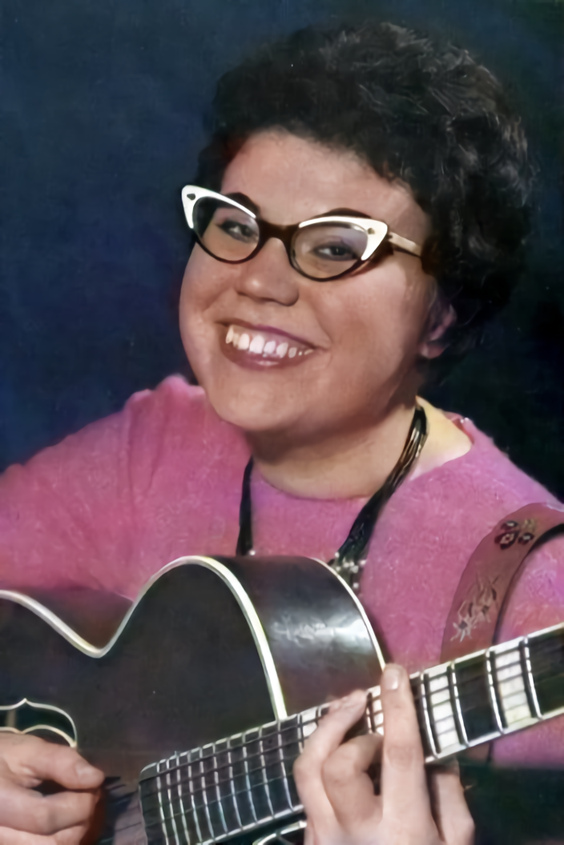
Den svenska rocksångaren Rock-Olga avled 10 juni, 70 år gammal.

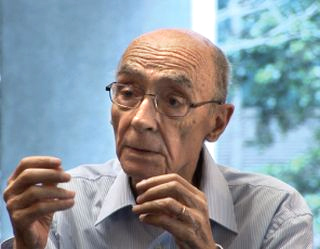
Den portugisiske författaren José Saramago avled 18 juni, 87 år gammal.

- 1 juni – Bertil Alm, 76, svensk militär.
- 1 juni – Andrej Voznesenskij, 77, rysk poet.
- 1 juni – Arthur A. Link, 96, amerikansk politiker och guvernör.
- 2 juni – Giuseppe Taddei, 93, italiensk operasångare.
- 2 juni – Floribert Chebeya, 46, Kinshasa-kongolesisk människorättsaktivist.
- 3 juni – Hasan di Tiro, 84, indonesisk (acehnesisk) separatistledare, grundare av Rörelsen för ett fritt Aceh (GAM).
- 3 juni – Rue McClanahan, 76, amerikansk skådespelare, Pantertanter.
- 3 juni – Vladimir Arnold, 72, rysk matematiker.
- 4 juni – John Wooden, 99, amerikansk baskettränare.
- 5 juni – Arne Nordheim, 78, norsk kompositör.
- 6 juni – Georgios Karageorgiou, 75, svensk-grekisk tv-sportproducent.
- 6 juni – Marvin Isley, 56, amerikansk musiker, basist i The Isley Brothers.
- 7 juni – Stuart Cable, 40, brittisk rockmusiker, originaltrummis i Stereophonics.
- 7 juni – Wahbi al-Buri, 94, libysk diplomat, författare och politiker, utrikesminister 1957–1958 och 1965–1966.
- 8 juni – Crispian St. Peters, 71, brittisk popsångare.
- 9 juni – Marina Semjonova, 101, rysk ballerina och koreograf.
- 10 juni – Sigmar Polke, 69, tysk målare och fotograf.
- 10 juni – Ferdinand Oyono, 80, kamerunsk författare, politiker och diplomat.
- 10 juni – Birgit "Rock-Olga" Magnusson, 70, svensk musiker.
- 12 juni – Al Williamson, 79, amerikansk serietecknare, Agent Corrigan.[33]
- 13 juni – Jimmy Dean, 81, amerikansk countrysångare och skådespelare.
- 15 juni – Richard Herrmann, 90, norsk journalist och författare.
- 15 juni – Bekim Fehmiu, 74, jugoslavisk skådespelare.
- 16 juni – Ronald Neame, 99, brittisk regissör och manusförfattare, SOS Poseidon.
- 16 juni – Marc Bazin, 78, haitisk politiker, före detta premiärminister och tillförordnad president.
- 18 juni – José Saramago, 87, portugisisk författare och nobelpristagare i litteratur 1998.
- 18 juni – Ronnie Lee Gardner, 49, amerikansk mördare (avrättad).
- 19 juni – Manute Bol, 47, sudanesisk basketspelare, den längste spelaren i NBA genom tiderna.
- 20 juni – Abdul Malek Rigi, omkring 31, iransk (baluchisk) upprorsledare (avrättad).
- 20 juni – Olof Hörmander, 86, svensk ämbetsman, före detta generaldirektör.
- 21 juni – William S. Richardson, 90, amerikansk demokratisk politiker och jurist, tidigare viceguvernör och chefsdomare i Hawaii.
- 23 juni – Pete Quaife, 66, brittisk musiker, basist i The Kinks.
- 23 juni – Mohammed Mzali, 84, tunisisk premiärminister 1980–1986.
- 25 juni – Alan Plater, 75, brittisk dramatiker och manusförfattare.
- 26 juni – Algirdas Brazauskas, 77, litauisk president 1993–1998, premiärminister 2001–2006.
- 27 juni – Leif Alsheimer, 57, svensk lektor i rättsvetenskap.
- 27 juni – Dolph Briscoe, 87, amerikansk demokratisk politiker, Texas guvernör 1973–1979.
- 28 juni – Göran Assar Oredsson, 76, svensk partiledare för Nordiska rikspartiet.
- 28 juni – Nicolas Hayek, 82, schweizisk entreprenör, grundare av Swatch.
- 28 juni – Robert Byrd, 92, amerikansk demokratisk politiker, senator för West Virginia 1959–2010.
- 28 juni – Bill Aucoin, 66, amerikansk musikmanager, bland annat för Kiss.
- 30 juni – Ulf Lagerkvist, 83, svensk medicine doktor, son till Pär Lagerkvist.
- 30 juni – Ditta Zusa Einzinger, "Lolita", 79, österrikisk sångare och skådespelare.

## Juli

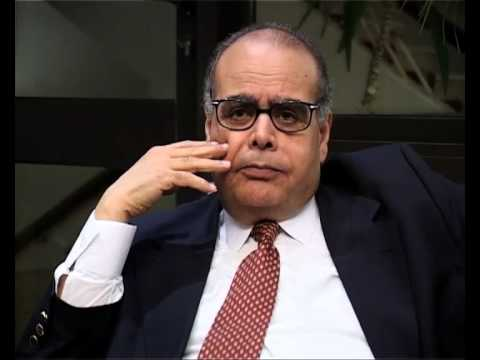
Den egyptiske muslimska teologen Nasr Abu Zayd avled 5 juli, 66 år gammal.

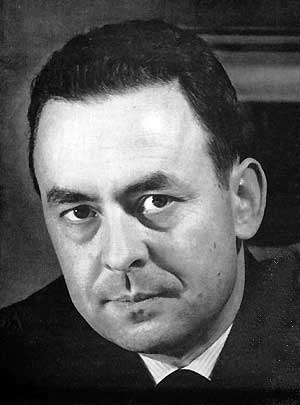
Den svenske författaren och statstjänstemannen Ragnar Thoursie avled 12 juli, 90 år gammal.

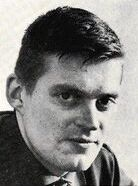
Den svenske poeten och radiomannen Bengt Emil Johnson avled 14 juli, 73 år gammal.

- 1 juli – Ilene Woods, 81, amerikansk skådespelare och sångare, originalröst till Askungen.[34]
- 1 juli – Tommy Tabermann, 62, finländsk poet, politiker och tv-personlighet.
- 1 juli – Eddie Moussa, 26, svensk fotbollsspelare i Assyriska FF.
- 1 juli – Johannes, 86, finländsk ärkebiskop i Finska ortodoxa kyrkan 1987–2001.
- 2 juli – Beryl Bainbridge, 75, brittisk författare.
- 4 juli – Muhammad Hussein Fadlallah, 74, irakiskfödd libanesisk storayatolla och andlig ledare för Hizbollah.
- 5 juli – Nasr Abu Zayd, 66, egyptisk muslimsk teolog.
- 5 juli – Bob Probert, 45, kanadensisk ishockeyspelare.
- 5 juli – Juanita M. Kreps, 89, amerikansk ekonom, handelsminister 1977–1979.
- 6 juli – Rolf Gülich, 98, svensk tävlingsförare på motorcykel.
- 6 juli – Harvey Fuqua, 80, amerikansk R&B-sångare i bland annat The Moonglows och skivproducent.
- 7 juli – Bengt Sigurd, 82, svensk professor i allmän språkvetenskap.
- 8 juli – Robert Freitag, 94, österrikisk-tysk skådespelare.
- 9 juli – Basil Davidson, 95, brittisk historiker, författare och Afrika-expert.
- 10 juli – Bertil Werkström, 82, svensk ärkebiskop 1983–1993.
- 10 juli – Sugar Minott, 54, jamaicansk reggaesångare.
- 12 juli – Ragnar Thoursie, 90, svensk författare och statstjänsteman.
- 12 juli – Harvey Pekar, 70, amerikansk serietecknare, American Splendor.
- 12 juli – Tuli Kupferberg, 86, amerikansk författare, skämttecknare och sångare.
- 12 juli – Günter Behnisch, 88, tysk arkitekt.
- 13 juli – George Steinbrenner, 80, amerikansk entreprenör och mångårig ägare av New York Yankees.
- 13 juli – Willi Railo, 69, norsk idrottspsykolog.
- 13 juli – Alan Hume, 85, brittisk filmfotograf.
- 14 juli – Charles Mackerras, 84, amerikanskfödd australisk dirigent.
- 14 juli – Bengt Emil Johnson, 73, svensk poet, tonsättare och radiochef.
- 15 juli – Peter Fernandez, 83, amerikansk skådespelare, röstskådespelare och regissör.
- 16 juli – Sven Lundqvist, 92, svensk skulptör.
- 16 juli – James Gammon, 70, amerikansk skådespelare.
- 17 juli – Bernard Giraudeau, 63, fransk skådespelare, filmskapare och författare.[35]
- 19 juli – Andy Hummel, 59, amerikansk rockmusiker i bandet Big Star.
- 19 juli – Jon Cleary, 92, australisk deckarförfattare.[36]
- 20 juli – Kaj Sucksdorff, 95, svensk arkitekt.
- 20 juli – Benedikt Sigurðsson Gröndal, 86, isländsk politiker, statsminister 1979–1980.
- 22 juli – Kenny Guinn, 73, amerikansk politiker, guvernör i Nevada 1999–2007.
- 23 juli – Jan Halldoff, 70, svensk regissör och fotograf.
- 24 juli – Alex Higgins, 61, brittisk (nordirländsk) snookerspelare.
- 24 juli – Theo Albrecht, 88, tysk entreprenör och miljardär.
- 27 juli – Maury Chaykin, 61, amerikanskfödd kanadensisk skådespelare.
- 28 juli – Sven Ljungberg, 96, svensk bildkonstnär och grafiker.
- 29 juli – Inge Wærn, 92, svensk skådespelare.
- 31 juli – Mitch Miller, 99, amerikansk musikproducent och oboist.
- 31 juli – Tom Mankiewicz, 68, amerikansk manusförfattare, son till Joseph L. Mankiewicz. [37]
- 31 juli – Suso Cecchi d'Amico, 96, italiensk manusförfattare.[38]

## Augusti

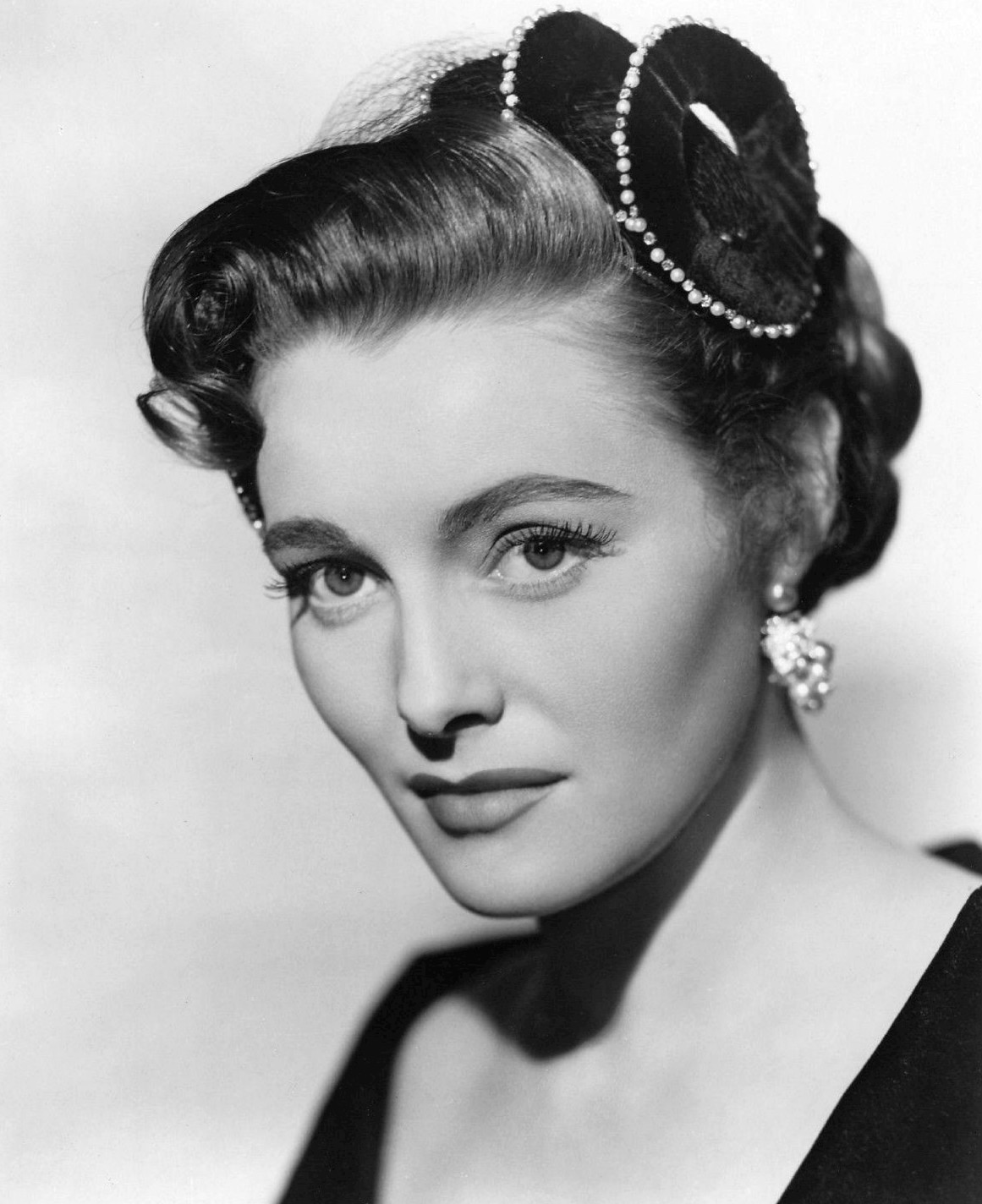
Den amerikanska skådespelaren Patricia Neal avled 8 augusti, 84 år gammal.

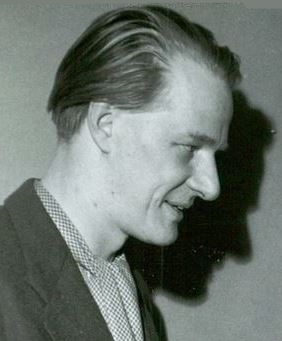
Den svenske arkitekten Bengt Lindroos avled 22 augusti, 91 år gammal.

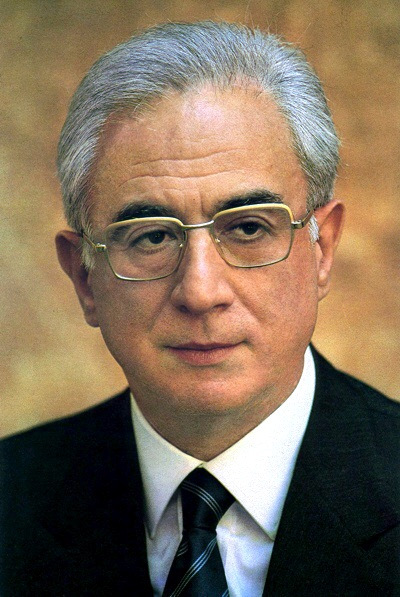
Den italienske politikern och tidigare presidenten Francesco Cossiga avled 17 augusti, 82 år gammal.

- 1 augusti – Anna Sundqvist, 67, svensk skådespelare, sångare och revyartist.
- 1 augusti – Lolita Lebrón, 90, puertoricansk politiker och självständighetskämpe.
- 1 augusti – Robert F. Boyle, 100, amerikansk scenograf, vann heders-Oscar 2008 vid 98 års ålder.[39]
- 3 augusti – Juhana Blomstedt, 72, finländsk konstnär och professor.
- 5 augusti – Godfrey Binaisa, 90, ugandisk politiker, president 1979–1981.
- 6 augusti – John Louis Mansi, 83, brittisk skådespelare, Engelbert von Smallhausen i 'Allå, 'allå, 'emliga armén.[40]
- 6 augusti – Allan B. Janzon, 89, svensk översättare, bland annat Tintin.
- 6 augusti – Fredrik Ericsson, 35, svensk bergsbestigare.
- 7 augusti – Birger Schantz, 78, svensk veterinär.
- 8 augusti – Sally Palmblad, 101, svensk skådespelare och sångare.
- 8 augusti – Patricia Neal, 84, amerikansk Oscarsbelönad skådespelare.
- 9 augusti – Ted Stevens, 86, amerikansk republikansk politiker, senator för Alaska 1968–2009.
- 10 augusti – Antonio Pettigrew, 42, amerikansk före detta friidrottare, världsmästare på 400 meter.
- 11 augusti – Bruno S, 78, tysk skådespelare.
- 11 augusti – Dan Rostenkowski, 82, amerikansk demokratisk politiker, kongressledamot 1959–1995.
- 11 augusti – Torbjörn Abelli, 65, svensk kompositör och musiker (elbas).
- 12 augusti – Guido de Marco, 79, maltesisk politiker, president 1999–2004.[41]
- 14 augusti – Sherman W. Tribbitt, 87, amerikansk demokratisk politiker, Delawares guvernör 1973–1977.
- 15 augusti – Björn Holm, 54, svensk sångare, musiker och låtskrivare.
- 16 augusti – Nicola Cabibbo, 75, italiensk fysiker.
- 16 augusti – Lily Berglund, 82, svensk sångare.
- 17 augusti – Ludvík Kundera, 90, tjeckisk poet, översättare och litteraturvetare.
- 17 augusti – Francesco Cossiga, 82, italiensk politiker, premiärminister 1979–1980 och president 1985–1992.
- 17 augusti – Sten Andersson, 67, svensk politiker.
- 18 augusti – Torbjörn Ek, 61, svensk bandyspelare, årets man i svensk bandy tre gånger (1970, 1972 och 1978).
- 18 augusti – Carlos Hugo av Bourbon-Parma, 80, spansk-fransk pretendent till den spanska tronen, före detta make till prinsessan Irene av Nederländerna.
- 21 augusti – Gheorghe Apostol, 97, rumänsk politiker, generalsekreterare i kommunistpartiet 1954–1955.[42]
- 22 augusti – Bengt Lindroos, 91, svensk arkitekt, Kaknästornet.
- 24 augusti – William B. Saxbe, 94, amerikansk politiker, justitieminister 1974–1975.
- 24 augusti – Satoshi Kon, 46, japansk regissör av animerad film.
- 26 augusti – Raimundo Panikkar, 91, spansk teolog.
- 26 augusti – Frank Baumgartl, 55, östtysk hinderlöpare, föll på sista hindret i olympiska sommarspelen 1976 i Montréal.[43]
- 27 augusti – Anton Geesink, 76, nederländsk judobrottare, olympisk mästare 1964.
- 28 augusti – Margareta Toss, 84, svensk journalist, chefredaktör för Kamratposten 1957–1983.
- 28 augusti – William B. Lenoir, 71, amerikansk astronaut.
- 28 augusti – Sinan Hasani, 88, kosovoalbansk politiker, jugoslavisk president 1986–1987.[44]
- 28 augusti – Keith Cederholm, 51, svensk brottsling.
- 29 augusti – Dejene Birhanu, 29, etiopisk friidrottare (löpning).
- 30 augusti – Francisco Varallo, 100, argentinsk fotbollsspelare, siste levande från det allra första fotbolls-VM:et 1930.
- 30 augusti – Alain Corneau, 67, fransk filmregissör och manusförfattare.
- 31 augusti – Laurent Fignon, 50, fransk tävlingscyklist.

## September

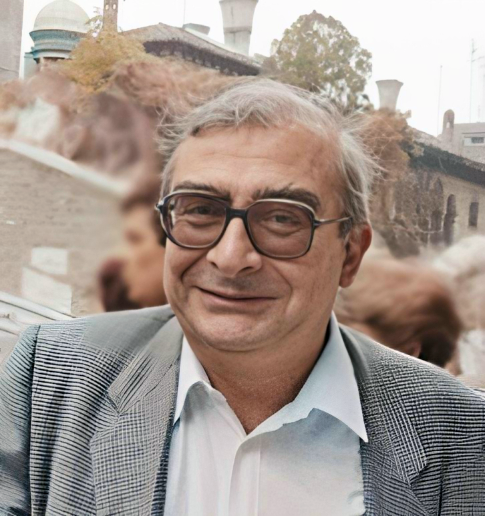
Den franske filmregissören och skådespelaren Claude Chabrol avled 12 september, 80 år gammal.

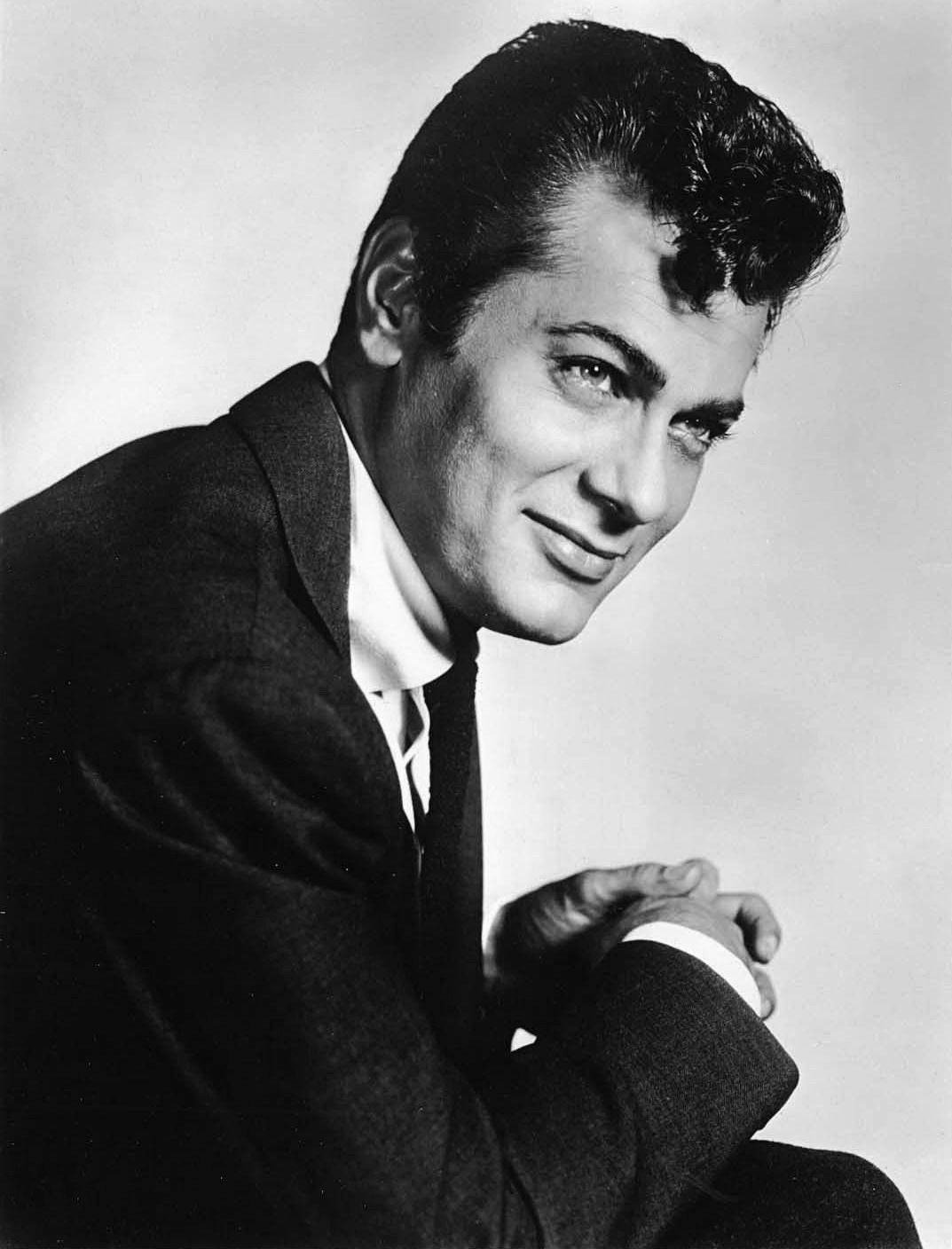
Den amerikanske skådespelaren Tony Curtis avled 29 september, 85 år gammal.

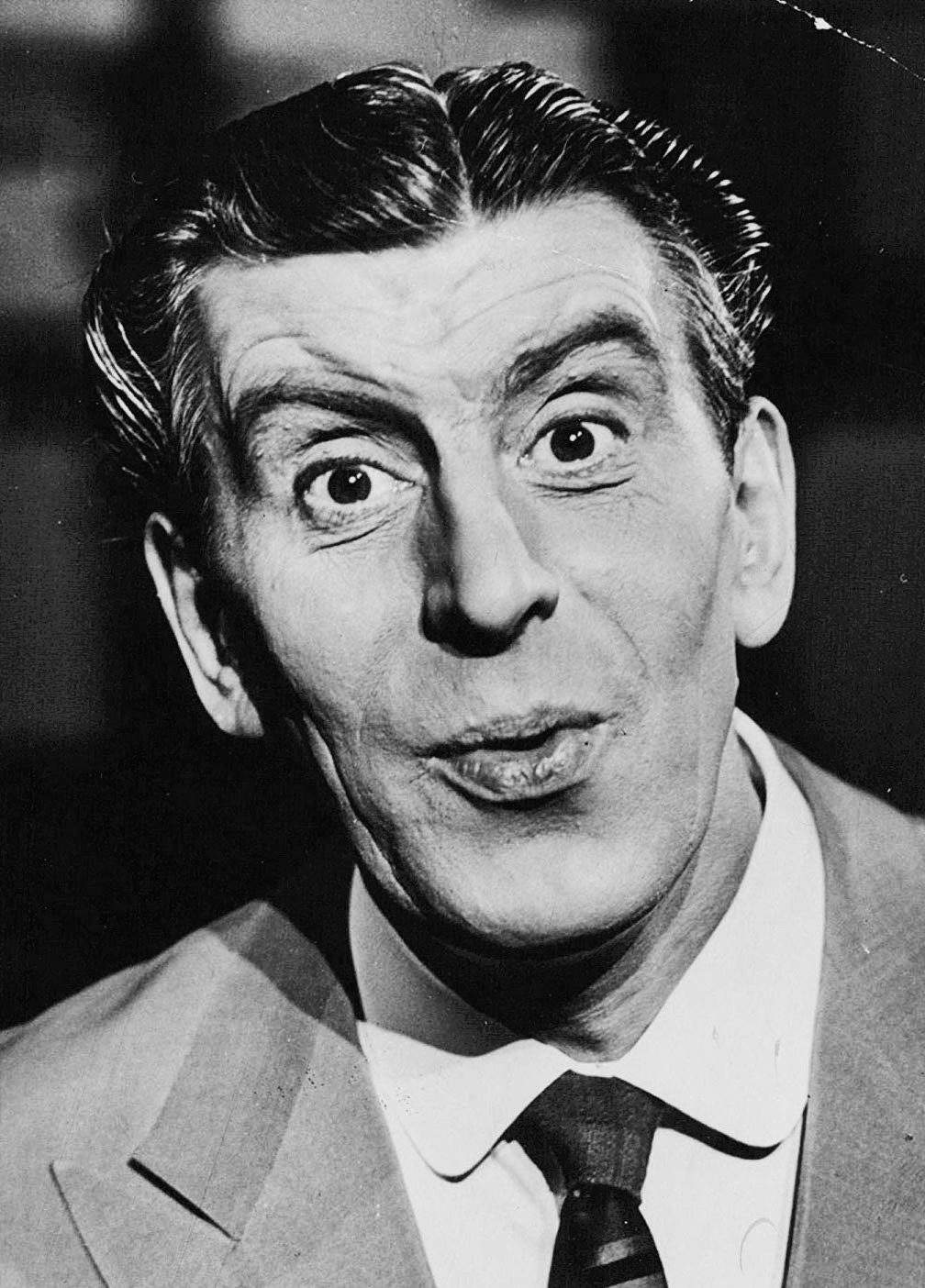
Den svenske komikern och skådespelaren Martin Ljung avled 30 september, 93 år gammal.

- 1 september – Curt Söderberg, 83, svensk hinderlöpare.
- 3 september – José Augusto Torres, 71, portugisisk fotbollsspelare och tränare.
- 3 september – Cyril Smith, 82, brittisk politiker, parlamentsledamot 1972–1992.
- 5 september – Shoya Tomizawa, 19, japansk roadracingförare.
- 5 september – Lewis Nkosi, 73, sydafrikansk författare.
- 5 september – Ludvig Eikaas, 89, norsk konstnär och skulptör.[45]
- 5 september – David Dortort, 93, amerikansk producent och manusförfattare, skapare av tv-serierna Bröderna Cartwright och The High Chaparral.[46]
- 5 september – Guillaume Cornelis van Beverloo ("Corneille"), 88, belgisk målare och poet.
- 7 september – Clive Donner, 84, brittisk filmregissör.[47]
- 9 september – Bent Larsen, 75, dansk schackspelare.
- 11 september – Kevin McCarthy, 96, amerikansk skådespelare.[48]
- 11 september – Gunnar Hoffsten, 86, svensk musiker.
- 11 september – Harold Gould, 86, amerikansk skådespelare.[49]
- 12 september – Claude Chabrol, 80, fransk filmregissör.
- 14 september – Tommy Nilson, 75, svensk skådespelare.
- 14 september – Caterina Boratto, 95, italiensk skådespelare.
- 16 september – Werner Hardmo, 93, svensk gångare. Nyhet på svenska
- 17 september – Jean-Marcel Jeanneney, 99, fransk politiker och före detta justitieminister.[50]
- 17 september – Karl Erik Eriksson, 85, svensk lantbrukare, auktionsutropare och politiker.
- 19 september – Carl Butler, 81, svensk krögare och kokboksförfattare. Nyhet på svenska
- 20 september – Dan Sjögren, 76, svensk skådespelare.
- 20 september – Fud Leclerc, 86, belgisk sångare och pianist, deltagare i Eurovision Song Contest.
- 21 september – Don Partridge, 68, brittisk sångare, låtskrivare och gatumusikant.
- 21 september – John Crawford, 90, amerikansk skådespelare. Skyskrapan brinner, SOS Poseidon. Nyhet på engelska
- 22 september – Jorge "Giant" Gonzáles, 44, argentinsk basketspelare och fribrottare.
- 22 september – Eddie Fisher, 82, amerikansk sångare och skådespelare.
- 24 september – Gennadij Janajev, 73, rysk (sovjetisk) politiker och en av aktörerna bakom statskuppsförsöket 1991. Nyhet på engelska
- 24 september – Bertil Bokstedt, 91, svensk dirigent och operachef.
- 25 september – Arne Isacsson, 93, svensk konstnär.
- 26 september – Gloria Stuart, 100, amerikansk skådespelare, Titanic (film, 1997).
- 26 september – Jimi Heselden, 62, brittisk entreprenör.
- 27 september – Trevor Taylor, 73, brittisk racerförare.
- 28 september – Arthur Penn, 88, amerikansk filmregissör.
- 29 september – Joe Mantell, 94, amerikansk skådespelare, Marty.[51]
- 29 september – Vojislav "Voki" Kostić, 79, serbisk kompositör.
- 29 september – Greg Giraldo, 44, amerikansk ståuppkomiker.
- 29 september – Tony Curtis, 85, amerikansk skådespelare.
- 29 september – Georges Charpak, 86, fransk fysiker, nobelpristagare 1992.
- 30 september – Martin Ljung, 93, svensk skådespelare och komiker.
- 30 september – Stephen J. Cannell, 69, amerikansk författare, manusförfattare och skådespelare.

## Oktober

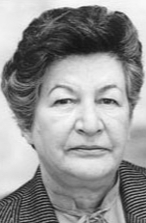
Den kroatiska politikern och tidigare jugoslaviska premiärministern Milka Planinc avled 7 oktober, 85 år gammal.

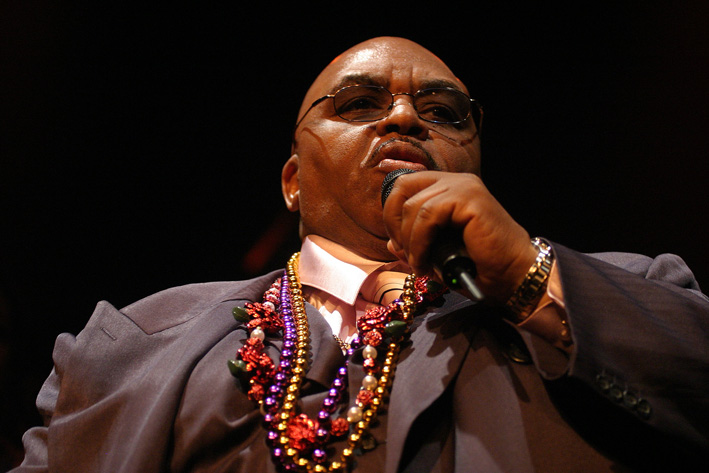
Den amerikanske sångaren Solomon Burke avled 10 oktober, 70 år gammal.

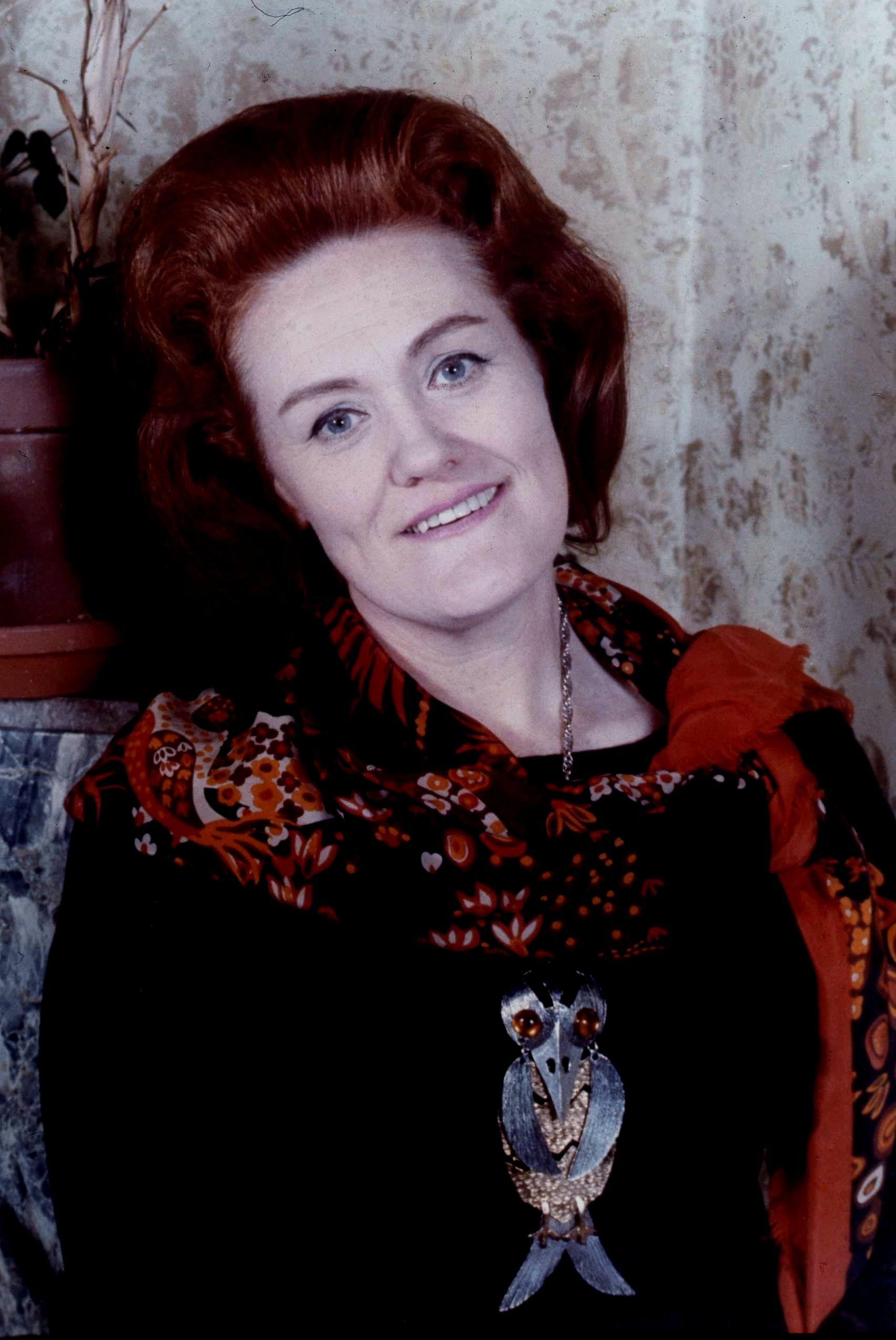
Den australiska operasångaren Joan Sutherland avled 10 oktober, 83 år gammal.

- 1 oktober – Georgij Arbatov, 87, rysk (tidigare sovjetisk) statsvetare och ideolog. Nyhet på engelska
- 2 oktober – Kjell Westling, 67, svensk musiker.
- 3 oktober – Philippa Foot, 90, brittisk filosof.
- 4 oktober – Norman Wisdom, 95, brittisk skådespelare.
- 5 oktober – William Shakespeare, 61, australisk glamrocksångare.
- 5 oktober – Bernard Clavel, 87, fransk författare.
- 5 oktober – Roy Ward Baker, 93, brittisk filmregissör. Nyhet på engelska
- 7 oktober – Milka Planinc, 85, jugoslavisk (kroatisk) politiker, Jugoslaviens premiärminister 1982–1986. Nyhet på engelska
- 8 oktober – Nils Hallberg, 89, svensk skådespelare.
- 9 oktober – Maurice Allais, 99, fransk ekonom, mottagare av Sveriges riksbanks pris i ekonomisk vetenskap till Alfred Nobels minne 1988.
- 10 oktober – Joan Sutherland, 83, australisk operasångare.
- 10 oktober – Hwang Jang-yop, 87, nordkoreansk politiker och dissident.
- 10 oktober – Solomon Burke, 70, amerikansk soulsångare.
- 11 oktober – Georges Rutaganda, 51, rwandisk paramilitär ledare och krigsförbrytare.
- 12 oktober – Belva Plain, 95, amerikansk författare.
- 14 oktober – Hermann Scheer, 66, tysk socialdemokratisk politiker, mottagare av Right Livelihood Award 1999 för sina insatser för förnybar energi.
- 14 oktober – Benoît Mandelbrot, 85, fransk-amerikansk matematiker av litauisk härkomst. Nyhet på engelska
- 14 oktober – Simon MacCorkindale, 58, brittisk skådespelare. Nyhet på engelska
- 15 oktober – Vera Rózsa, 93, ungerskfödd brittisk sång- och röstpedagog.
- 16 oktober – Chao-Li Chi, 83, kinesiskfödd amerikansk skådespelare (Maktkamp på Falcon Crest). Nyhet på engelska
- 16 oktober – Barbara Billingsley, 94, amerikansk skådespelare. Nyhet på engelska
- 19 oktober – Georg C. Ehrnrooth, 84, finländsk politiker, riksdagsledamot 1958–1979 och 1983–1987.
- 19 oktober – Graham Crowden, 87, brittisk (skotsk) skådespelare. Nyhet på engelska
- 19 oktober – Tom Bosley, 83, amerikansk skådespelare. Nyhet på engelska
- 20 oktober – Farooq Leghari, 70, pakistansk politiker, president 1993–1997. Nyhet på engelska
- 20 oktober – Eva Ibbotson, 85, österrikiskfödd brittisk författare.
- 20 oktober – Bob Guccione, 79, amerikansk publicist, grundare och ägare av Penthouse. Nyhet på engelska
- 21 oktober – Hannelore "Loki" Schmidt, 91, tysk naturskyddskämpe och hustru till Helmut Schmidt.
- 23 oktober – David Thompson, 48, barbadisk premiärminister 2008–2010. Nyhet på engelska
- 23 oktober – Lennart "Tigern" Johansson, 69, svensk före detta ishockeyspelare och ishockeytränare. Brynäs är en profil fattigare, brynas.se
- 23 oktober – Ior Bock, 68, finländsk (finlandssvensk) mystiker, guide och skådespelare (mördad). Nyhet på svenska
- 24 oktober – Joseph Stein, 98, amerikansk manusförfattare.
- 25 oktober – Gregory Isaacs, 59, jamaicansk reggaesångare och musiker.
- 25 oktober – Lisa Blount, 53, amerikansk skådespelare och filmproducent, En officer och gentleman (1982).
- 25 oktober – Hans Arnold, 85, schweizisk-svensk konstnär.
- 27 oktober – Néstor Kirchner, 60, argentinsk politiker, president 2003–2007.
- 28 oktober – Ehud Netzer, 76, israelisk arkeolog.
- 28 oktober – Jonathan Motzfeldt, 72, grönländsk politiker, tvåfaldig premiärminister. Nyhet på svenska
- 28 oktober – James MacArthur, 72, amerikansk skådespelare, Hawaii Five-O.
- 28 oktober – Watts Humphrey, 83, amerikansk programutvecklare, forskare och författare.
- 28 oktober – Robert Ellenstein, 87, amerikansk skådespelare. Nyhet på engelska
- 30 oktober – Harry Mulisch, 83, nederländsk författare.
- 31 oktober – Theodore "Ted" Sorensen, 82, amerikansk författare, rådgivare till John F. Kennedy. Nyhet på engelska
- 31 oktober – Gudrun Anderson, 79, svensk sångtextförfattare.

## November

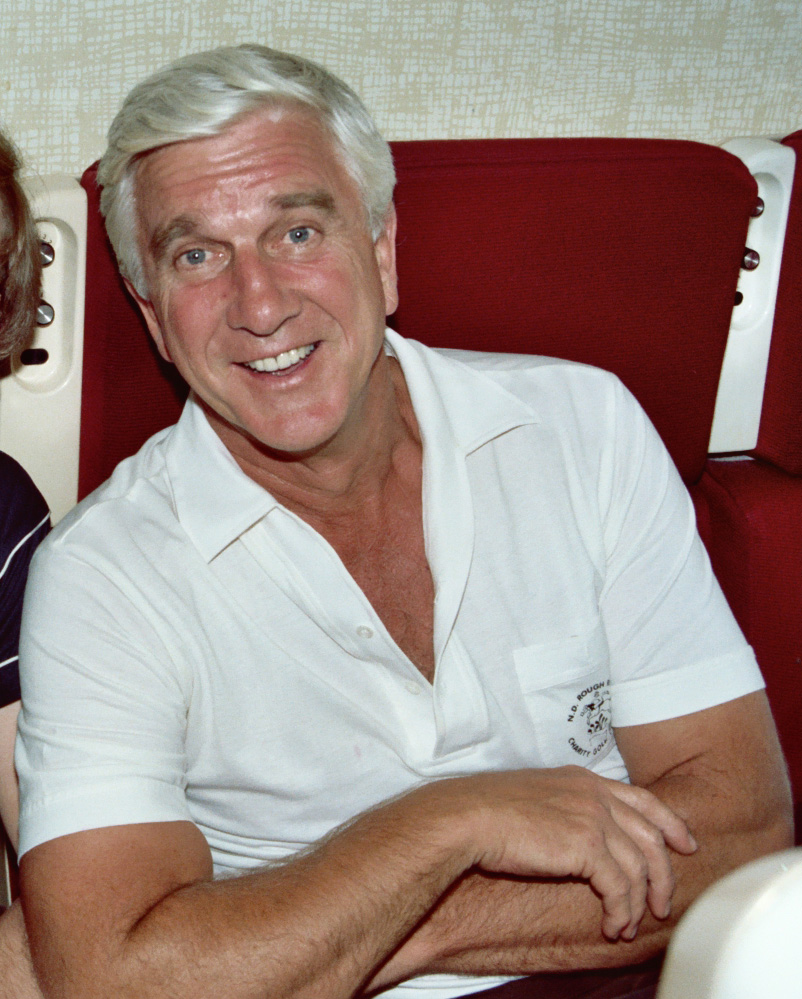
Den kanadensisk-amerikanske skådespelaren och komikern Leslie Nielsen avled 28 november, 84 år gammal.

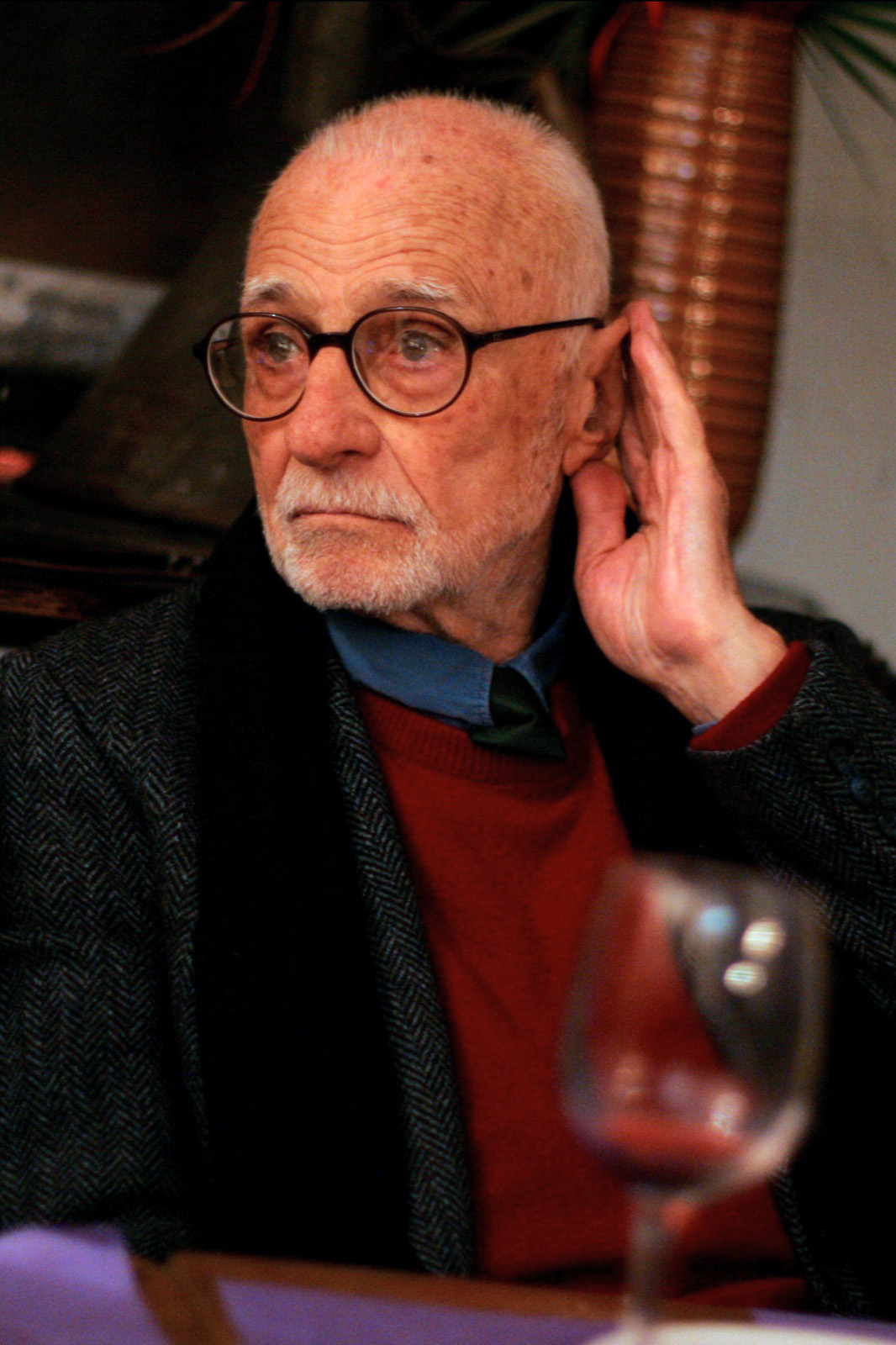
Den italienske filmregissören och manusförfattaren Mario Monicelli avled 29 november, 95 år gammal.

- 3 november – Viktor Tjernomyrdin, 72, rysk politiker, premiärminister 1992–1998.
- 3 november – P. Lal, 81, indisk författare.
- 4 november – Eugénie Blanchard, 114, barthelemisk kvinna, världens äldsta människa vid sin död.
- 5 november – Jill Clayburgh, 66, amerikansk skådespelare.
- 6 november – Gunnel Lindgren, 89, svensk skådespelare och premiärdansös.
- 9 november – Rolf Pettersson, 84, svensk ishockeyspelare, världsmästare 1953.
- 10 november – Dino De Laurentiis, 91, italiensk filmproducent.
- 11 november – "Baby" Marie Osborne, 99, amerikansk stumfilmsskådespelare.
- 12 november – Stina-Britta Melander, 86, svensk operasångare.
- 12 november – Henryk Górecki, 76, polsk kompositör.
- 13 november – Tony Kaplan, 73, svensk journalist.
- 13 november – Luis García Berlanga, 89, spansk filmregissör.
- 15 november – Jenny Bohman, 47, svensk bluessångare och musiker. Nyhet på svenska
- 17 november – Lars-Eric Samuelsson, 89, svensk trädgårdsexpert.
- 17 november – Jan Gehlin, 88, svensk författare.
- 23 november – Ingrid Pitt, 73, polskfödd brittisk skådespelare.
- 24 november – Urban Torhamn, 80, svensk författare.
- 24 november – Molly Luft, 66, tysk prostituerad och förgrundsfigur på trashscenen.[52]
- 24 november – Huang Hua, 97, kinesisk politiker, utrikesminister 1976–1982.[53]
- 24 november – Peter "Sleazy" Christopherson, 55, brittisk musiker och musikvideoregissör.
- 24 november – Marianne Richter, 94, svensk textilkonstnär.[54][55]
- 26 november – Palle Huld, 98, dansk skådespelare.
- 27 november – Irvin Kershner, 87, amerikansk filmregissör.
- 28 november – Mahavir Prasad, 71, indisk politiker, minister för lantbruks- och landsbygdsindustri.
- 28 november – Leslie Nielsen, 84, kanadensiskfödd amerikansk skådespelare.[56]
- 28 november – Wiggo Komstedt, 73, svensk riksdagsman och landshövding.
- 28 november – Svante Granlund, 89, svensk ishockeyspelare.
- 29 november – Stephen J. Solarz, 70, amerikansk demokratisk politiker, kongressledamot 1975–1993.[57]
- 29 november – Mario Monicelli, 95, italiensk filmregissör.[58]
- 29 november – Bella Achmadulina, 73, rysk författare och poet.
- 30 november – Bengt Lundvall, 95, svensk sjömilitär, marinchef 1970–1978.
- 30 november – Inga Brink, 97, svensk sångare och skådespelare.

## December

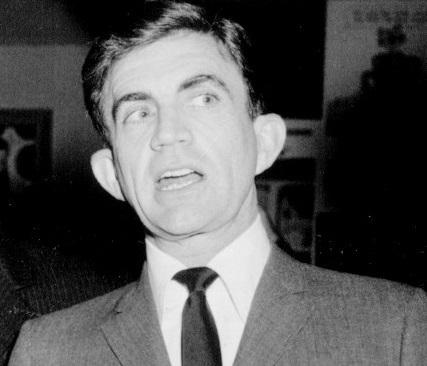
Den amerikanske filmregissören och filmproducenten Blake Edwards avled 15 december, 88 år gammal.

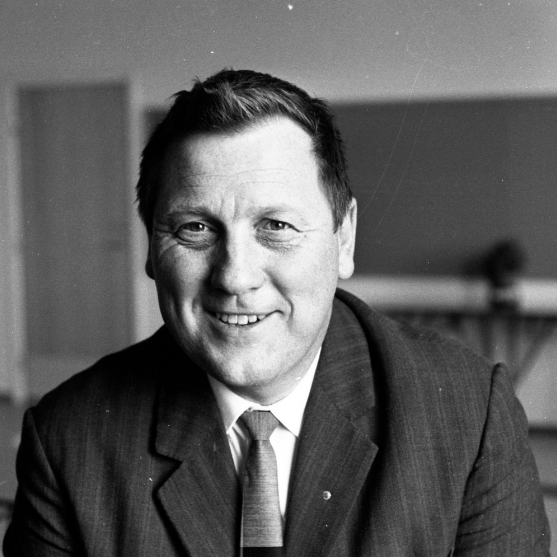
Den svenske radio- och TV-producenten, programledaren och kompositören Gnesta-Kalle avled 18 december, 83 år gammal.

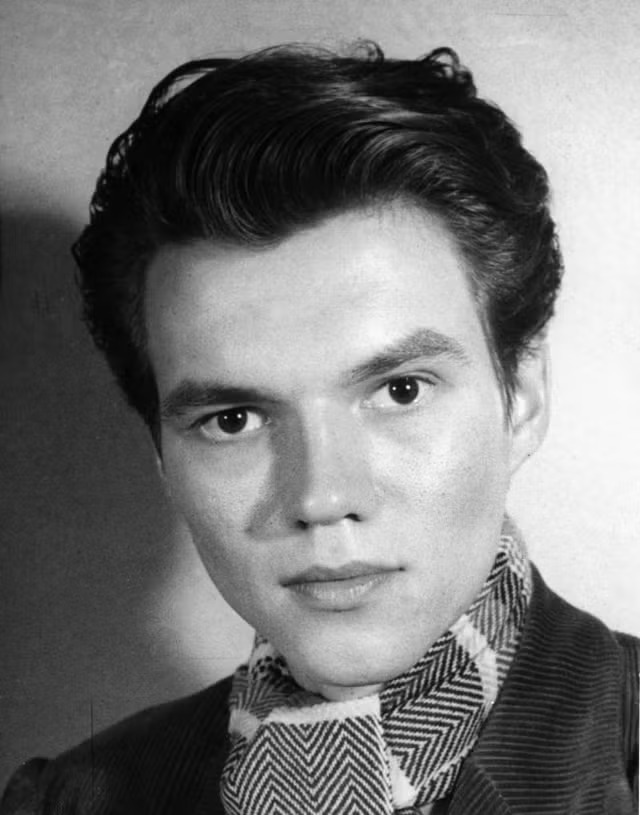
Den svenske skådespelaren Per Oscarsson avled 31 december, 83 år gammal.

- 2 december – Lee Huan, 93, taiwanesisk politiker, premiärminister 1989–1990.
- 2 december – Rut Cronström, 86, svensk skådespelare.
- 5 december – John Leslie, 65, amerikansk porrskådespelare.
- 6 december – Philippa Wiking, 90, svensk översättare och författare. Nyhet på svenska
- 7 december – Kari Tapio, 65, finländsk schlagersångare.
- 7 december – Elizabeth Edwards, 61, amerikansk advokat, författare och sjukvårdsaktivist, f.d. senatorn och vicepresidentkandidaten John Edwards hustru.
- 9 december – Thorvald Strömberg, 79, finländsk (finlandssvensk) kanotist, olympisk medaljör.
- 9 december – Alexander Kerst, 86, österrikisk skådespelare (Krigets vindar).
- 10 december – Jacques Swaters, 84, belgisk racerförare.
- 10 december – John Fenn, 93, amerikansk kemist, nobelpristagare 2002.
- 12 december – Tom Walkinshaw, 64, brittisk (skotsk) racerförare och racingstallägare.
- 12 december – Tommy Koverhult, 64, svensk saxofonist.
- 13 december – Remmy Ongala, 63, tanzanisk sångare.
- 13 december – Richard Holbrooke, 69, amerikansk diplomat.
- 14 december – Pascal Rakotomavo, 76, madagaskisk politiker, premiärminister 1997–98.
- 14 december – Neva Patterson, 90, amerikansk skådespelare, Allt om kärlek, V. Nyhet på engelska
- 15 december – Blake Edwards, 88, amerikansk filmregissör och manusförfattare.
- 17 december – Don Van Vliet alias Captain Beefheart, 69, amerikansk konstnär och sångare.
- 18 december – Rune "Gnesta-Kalle" Gnestadius, 83, svensk radio- och tv-producent, programledare, dragspelare och kapellmästare.
- 19 december – Hans Bendrik, 84, svensk skådespelare.
- 21 december – Enzo Bearzot, 83, italiensk fotbollstränare och förbundskapten.
- 24 december – Eino Tamberg, 80, estnisk kompositör.
- 24 december – Roy Neuberger, 107, amerikansk finansman och konstsamlare.
- 25 december – Carlos Andrés Pérez, 88, venezuelansk politiker, president 1974–1979 och 1989–1993.
- 26 december – Teena Marie, 54, amerikansk sångare och låtskrivare.
- 26 december – Albert Ghiorso, 95, amerikansk kärnfysiker.
- 26 december – Jonas Falk, 66, svensk skådespelare.
- 26 december – Salvador Jorge Blanco, 84, dominikansk politiker, president 1982–1986.
- 28 december – Agathe von Trapp, 97, österrikiskfödd amerikansk sångare, äldsta von Trapp-syskonet som inspirerade Sound of Music. Nyhet på engelska
- 28 december – Billy Taylor, 89, amerikansk jazzpianist och kompositör.
- 29 december – Sören Wibe, 64, svensk politiker och ekonom, partiledare för Junilistan.
- 29 december – Pavel Koltjin, 80, rysk längdskidåkare.
- 29 december – Bill Erwin, 96, amerikansk skådespelare.
- 30 december – Tom Vandergriff, 84, amerikansk politiker.
- 30 december – Thomas Funck, 91, svensk barnboksförfattare och konstnär.
- 30 december – Bobby Farrell, 61, arubansk-nederländsk sångare och dansare, medlem i Boney M.
- 30 december – Ellis Clarke, 93, trinidadisk politiker, president 1976–1987.
- 31 december – Benkt Dahlberg, 90, svensk militär och företagsledare.
- 31 december – Tove Maës, 89, dansk skådespelare.[59]
- 31 december – Yves-Marie Labé, 56, fransk journalist.[60]
- 31 december – Per Oscarsson, 83, svensk skådespelare.